# Crella cyathophora
Crella cyathophora är en svampdjursart som beskrevs av Carter 1869. Crella cyathophora ingår i släktet Crella och familjen Crellidae. Inga underarter finns listade i Catalogue of Life.

## Bildgalleri

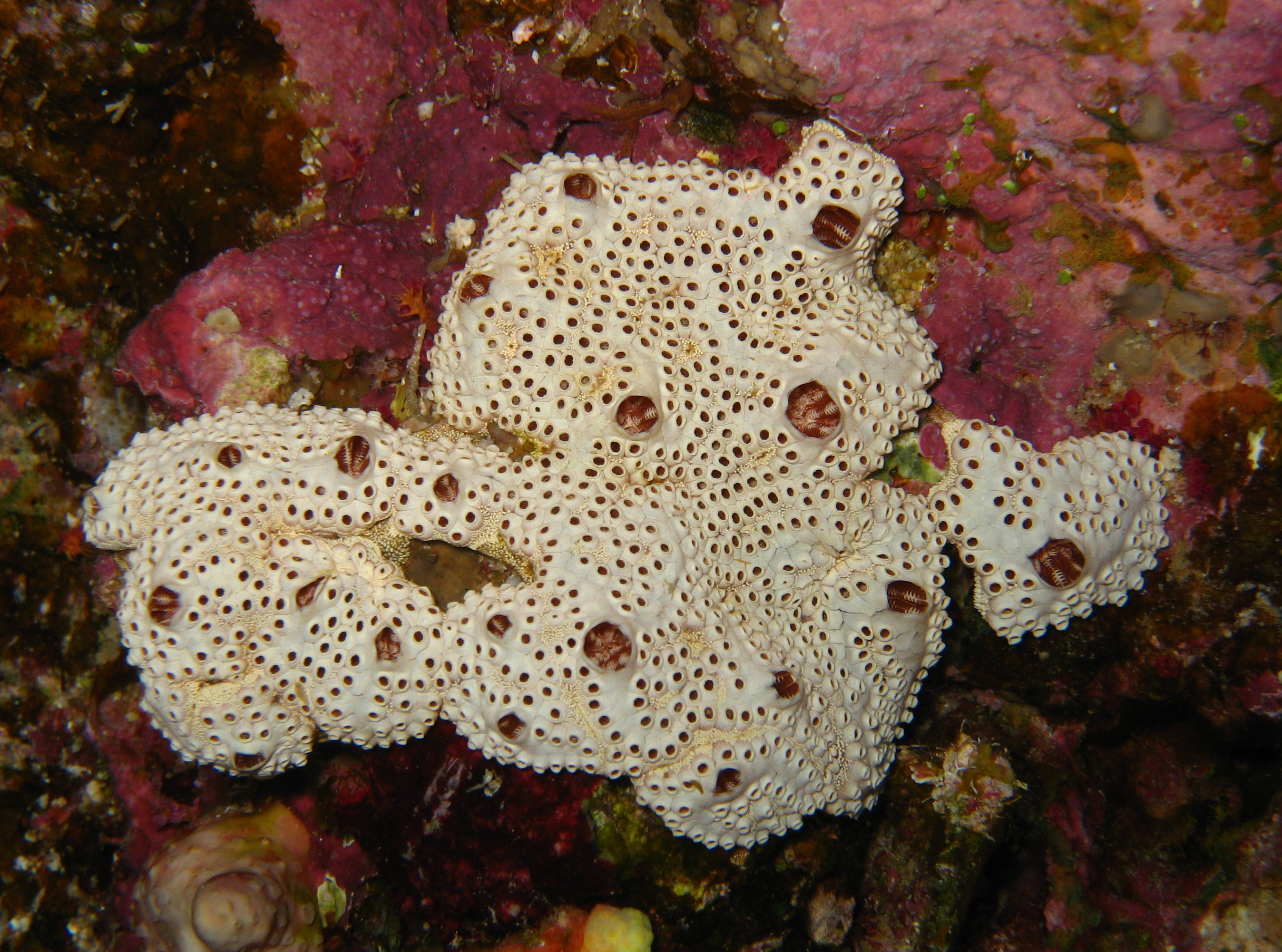